# LM3875
Il LM3875 è un circuito integrato amplificatore da 56 watt prodotto da National Semiconductor, diventato molto popolare nella comunità DIY (letteralmente Do-It-Yourself, appassionati di fai-da-te che amano costruirsi in casa oggetti autoprodotti) per il ridotto numero dei componenti e le sue caratteristiche high-end.